# Fantasma de la B
El Fantasma de la B es una broma o metáfora del fútbol argentino y sudamericano, utilizada frecuentemente como mofa o burla hacia aquellos rivales que descienden o están en peligro de descender a una división inferior de su país. Cobró relevancia a finales de la década de los 2000, y principios de la década de 2010. Es un fenómeno de internet frecuentemente utilizado por algunos fanáticos en los deportes.
La popularidad del personaje motivó la inclusión de la mascota en un spot televisivo de Claudio Lozano para las elecciones legislativas de Argentina de 2013, esta vez como una broma al candidato Daniel Filmus.

## Casos particulares

### Descenso de River Plate en 2011
Se utilizó como burla a este personaje en 2011, cuando River Plate descendió a la Primera B Nacional por primera vez en su historia. Como burla, los fanáticos de Boca Juniors, cuya facción principal es la denominada barra brava número 12, prepararon una fiesta en la Bombonera para despedir a su rival.
Cuando River Plate ascendió a la Primera División en 2012, el primer superclásico disputado en la Bombonera fue controversial. Los hinchas de Boca Juniors se vistieron de fantasmas y cantaron cánticos que aludían al descenso del eterno rival. El partido no se reanudó, hasta que la policía frenó a los fanáticos quienes también comenzaron a tirar bengalas desde la tribuna donde se encuentra «La 12».

### Descenso de Independiente en 2013
En 2013, el fantasma de la B cobraría nuevamente relevancia en el histórico descenso de Club Atlético Independiente a la segunda división del fútbol argentino. Los hinchas del Racing Club, en la última fecha del torneo, prepararon una enorme fiesta en el Cilindro de Avellaneda, que incluyó humo negro, bengalas, trompetas (que tocaron la marcha fúnebre), globos negros, ataúdes y disfraces del Fantasma de la B, además en los parlantes del estadio empezó a sonar la canción «Te vas», del cantante chileno Américo como forma de burlarse del descenso de su rival. Esta fiesta le valió una sanción a Racing Club en el Torneo Inicial 2013, cuando Independiente ya se encontraba en la segunda división.

## Usos
En los medios digitales, se haría trascendente tras la mención de este personaje en foros, páginas de Facebook y afiches de bromas. El 7 de diciembre de 2013, un canal de YouTube con el nombre de «El fantasma de la B - Oficial», administrada por hinchas del Racing Club, viralizaría aún más a este personaje, tras subir una serie de videos que se burlaban del descenso del Club Atlético Independiente. Algunos videos suyos superan el millón de visitas, y es por eso que este personaje se ha expandido a lo largo de toda Latinoamérica.

## Descensos en Sudamérica
En Sudamérica, existen «grandes» equipos que por malos resultados u otras circunstancias han tenido que descender a la segunda división de su correspondiente país. Algunos de ellos son:
- Argentina (4 de los 5 grandes): San Lorenzo (1981), Racing Club (1983), River Plate (2011) e Independiente (2013).
- Bolivia: Jorge Wilstermann (2010).
- Brasil: Botafogo (2002, 2014, 2020), Atlético Mineiro (2005), Corinthians (2007), Grêmio (1991, 2004, 2021), Palmeiras (2002, 2012), Vasco da Gama (2008), Inter de Porto Alegre (2016), Cruzeiro (2019) y Santos (2023).
- Chile: Universidad de Chile (1989), Universidad Católica (1955) y Cobreloa (2015 y 2024).
- Colombia: América de Cali (2011).
- Ecuador: Emelec (1980), Liga de Quito (1972, 1978, 2000) y El Nacional (1979, 2020).
- Perú: Alianza Lima (1938).
- Paraguay: Libertad (1998).

Sin embargo, existen casos de países que aún conservan a sus clubes «grandes» sin descender. Estos son Uruguay (Peñarol y Nacional), Chile (Colo-Colo), Paraguay (Olimpia y Cerro Porteño) o Venezuela (Caracas F. C.).